# По контуру обличчя
По контуру обличчя (рос. По контуру лица) — російський короткометражний фільм 2008 року режисера Павла Смірнова. Прем'єра відбулася 11 липня 2008 року.

## Сюжет
Фільм знятий за мотивами оповідання Роберта Сілверберга «Побачити невидимку». 

## У ролях
| Актор               | Роль               |
| ------------------- | ------------------ |
| Карина Разумовська  | Діма Воронцов      |
| Ернест Тімерханов   | Вона               |
| Дмитро Месхієв      | Саша               |
| Олексій Нілов       | сліпий бомж        |
| Андрій Пєрович      | пристав            |
| Олександр Карпухов  | пристав            |
| Марія Сємьонова     | пристав            |
| Аліна Мерзляк       | п'яна жінка        |
| Павло Смірнов       | перехожий, бандит  |
| Андрій Закамсков    | кухар              |
| Олександр Грішаєв   | бандит             |
| Руслан Абдрахманов  | бандит             |
| Гарольд Коскур-огли | відвідувач їдальні |
| Діна Логвінова      | епізод             |
| Поліна Пєтєліна     | епізод             |
| Михайло Шахов       | епізод             |

## Знімальна група
- Режисер: Павло Смірнов
- Сценаристи: Анастасія Тощєєва, Павло Смірнов
- Оператор: Гліб Вавілов
- Художник: Діна Логвінова
- Продюсери: Степан Коваленко, Максим Уханов